# Barrage (Radsport)
Die Barrage (im Französischen le barrage, deutsch: die Sperre) ist ein französischer Fachbegriff aus dem Straßenradsport. 
Die Barrage bezeichnet eine Maßnahme durch den Sportlichen Leiter oder Kommissäre bei Straßenradrennen: Wenn Fahrerinnen oder Fahrer bei einem Rennen aus dem Peloton zurückfallen, wird „eine Barrage errichtet“, indem die Begleitfahrzeuge angewiesen werden, sich hinter diese Fahrer mit dem Abstand von (meist) mindestens einer Minute zurückfallen lassen. So soll verhindert werden, dass die Fahrer im Windschatten der Fahrzeuge wieder zum Hauptfeld aufschließen können. Wenn Fahrer durch einen Defekt oder einen Sturz zurückgefallen sind, wird in der Regel keine Barrage errichtet.